# Liste des sites Natura 2000 des Hautes-Alpes
Cet article recense les sites Natura 2000 des Hautes-Alpes, en France.

## Statistiques
Les Hautes-Alpes compte 23 sites classés Natura 2000. 16 bénéficient d'un classement comme site d'importance communautaire, 7 comme zones de protection spéciale.

## Liste
| Site                                                                | Type | Superficie (ha) | Fiche     | Coordonnées                      | Photo |
| ------------------------------------------------------------------- | ---- | --------------- | --------- | -------------------------------- | ----- |
| Bois de Morgon - Forêt de Boscodon - Bragousse                      | SIC  | +02 522,        | FR9301523 | 44° 29′ 42″ nord, 6° 25′ 08″ est |       |
| Buëch                                                               | SIC  | +02 431,        | FR9301519 | 44° 17′ 48″ nord, 5° 50′ 02″ est |       |
| Ceüse - Montagne d'Aujour - Pic de Crigne - Montagne de Saint-Genis | SIC  | +07 063,        | FR9301514 | 44° 25′ 03″ nord, 5° 52′ 43″ est |       |
| Clarée                                                              | SIC  | +25 732,        | FR9301499 | 45° 01′ 05″ nord, 6° 37′ 08″ est |       |
| Combeynot - Lautaret - Écrins                                       | SIC  | +09 944,        | FR9301498 | 44° 59′ 08″ nord, 6° 25′ 08″ est |       |
| Dévoluy - Durbon - Charance - Champsaur                             | SIC  | +35 604,        | FR9301511 | 44° 36′ 52″ nord, 5° 54′ 51″ est |       |
| Durance                                                             | SIC  | +15 954,        | FR9301589 | 43° 44′ 03″ nord, 5° 46′ 34″ est |       |
| Gorges de la Méouge                                                 | SIC  | +00700,         | FR9301518 | 44° 16′ 30″ nord, 5° 46′ 58″ est |       |
| Haut Guil - Mont Viso - Val Préveyre                                | SIC  | +18 733,        | FR9301504 | 44° 42′ 59″ nord, 7° 00′ 24″ est |       |
| Montagne de Seymuit - Crête de la Scie                              | SIC  | +01 404,        | FR9302002 | 44° 25′ 08″ nord, 6° 14′ 34″ est |       |
| Piolit - Pic de Chabrières                                          | SIC  | +01 599,        | FR9301509 | 44° 35′ 30″ nord, 6° 17′ 08″ est |       |
| Plateau d'Emparis - Goléon                                          | SIC  | +07 476,        | FR9301497 | 45° 05′ 15″ nord, 6° 17′ 36″ est |       |
| Rochebrune - Izoard - Vallée de la Cerveyrette                      | SIC  | +26 701,        | FR9301503 | 44° 47′ 48″ nord, 6° 40′ 39″ est |       |
| Steppique durancien et queyrassin                                   | SIC  | +19 698,        | FR9301502 | 44° 40′ 20″ nord, 6° 37′ 31″ est |       |
| Valgaudemar                                                         | SIC  | +09 974,        | FR9301506 | 44° 46′ 44″ nord, 6° 11′ 36″ est |       |
| Vallon des Bans - Vallée du Fournel                                 | SIC  | +08 841,        | FR9301505 | 44° 46′ 50″ nord, 6° 23′ 18″ est |       |
| Bec de Crigne                                                       | ZPS  | +00412,         | FR9312023 | 44° 24′ 23″ nord, 5° 56′ 03″ est |       |
| Bois des Ayes                                                       | ZPS  | +00882,         | FR9312021 | 44° 49′ 02″ nord, 6° 40′ 09″ est |       |
| Bois du Chapitre                                                    | ZPS  | +00211,         | FR9312004 | 44° 37′ 58″ nord, 6° 00′ 04″ est |       |
| Durance                                                             | ZPS  | +20 008,        | FR9312003 | 43° 44′ 03″ nord, 5° 46′ 34″ est |       |
| Écrins                                                              | ZPS  | +91 945,        | FR9310036 | 44° 50′ 02″ nord, 6° 13′ 52″ est |       |
| Marais de Manteyer                                                  | ZPS  | +00066,         | FR9312020 | 44° 32′ 51″ nord, 5° 58′ 28″ est |       |
| Vallée du Haut-Guil                                                 | ZPS  | +06 370,        | FR9312019 | 44° 43′ 44″ nord, 7° 00′ 02″ est |       |